# Grönländische Fußballmeisterschaft 1971
Die Grönländische Fußballmeisterschaft 1971 war die 9. Spielzeit der Grönländischen Fußballmeisterschaft.
Die Saison war die erste, die vom neugegründeten Grönländischen Fußballverband ausgerichtet wurde.
T-41 Aasiaat wurde zum dritten Mal innerhalb von vier Jahren Meister und schloss damit mit drei Meisterschaften zu Rekordmeister K-33 Qaqortoq auf.

## Teilnehmer
Die Beleglage für die Saison ist äußerst schlecht. Es sind nur vier Spielergebnisse bekannt. Daneben gab es ein Turnier mit den Vereinen der Diskobucht, von dem unbekannt ist, ob es die regionale Qualifikation für die Schlussrunde darstellt. Eindeutig der Meisterschaft zuzurechnen sind folgende Vereine. Teilnehmer der Schlussrunde sind fett.
- T-41 Aasiaat
- SAK Sisimiut
- Kâgssagssuk Maniitsoq
- GSS Nuuk
- K-33 Qaqortoq

## Modus
Wegen der schlechten Beleglage ist der Modus nicht zu ermitteln. Vermutlich wieder nach einer regionalen Qualifikationsrunde qualifizierten sich drei Gruppensieger für die Schlussrunde, die aus einem Halbfinale und einem Finale bestand.

## Ergebnisse
Qualifikationsrunde
| Datum       |                       | Ergebnis |              |
| ----------- | --------------------- | -------- | ------------ |
| August 1971 | Kâgssagssuk Maniitsoq | 1:6      | SAK Sisimiut |
|             | SAK Sisimiut          | 1:5      | GSS Nuuk     |

Schlussrunde
| Datum             |              | Ergebnis  |               | Ort  |
| ----------------- | ------------ | --------- | ------------- | ---- |
| 7. September 1971 | GSS Nuuk     | 4:2 (2:2) | K-33 Qaqortoq | Nuuk |
| 9. September 1971 | T-41 Aasiaat | 1:0 (0:0) | GSS Nuuk      | Nuuk |